# Барбьери, Рафаэлла
Рафаэлла Барбьери (итал. Raffaella Barbieri; род. 7 октября 1995, Турин) — итальянская футболистка, нападающая женского футбольного клуба «Академия Сан-Марино».

## Карьера

### Клубная
Воспитанница молодёжных команд родного Турина, она дебютировала в Серии А в сезоне 2010/2011 годов. В середине следующего сезона Барбьери была отдана в аренду в «Алессандрию» в Серии А2, где забила тринадцать голов во второй части чемпионата. В июле она получила серьезную травму колена во время турнира в Барселоне, а в конце августа ей сделали операцию по поводу разрыва левой крестообразной связки. Рафаэлла возвращается в Турин по окончании аренды и вновь присоединяется к команде Серии А.
Она также играла в футболке «Сан-Бернардо Лузерна» три с половиной сезона, сыграв два сезона в Серии А в основном составе. Позднее она расторгла контракт с «Лузерной», дабы перейти в «Реал Торино», участвовавшем в чемпионате Серии D.
Во время летнего трансферного рынка 2018 года она перешла в «Академию Сан-Марино», команду из Республики Сан-Марино, участвующую в третьем уровне чемпионата Италии по футболу среди женщин.

### В сборной
В 2011 году она была вызвана в состав национальной сборной Италии до 17 лет, участвовавшей в отборочных этапах чемпионата Европы 2012 года. Команда, вошедшая во 2-ю группу, с победой, ничьей и поражением не прошла в следующий раунд и была исключена из дальнейшей квалификации. Тем не менее, Барбьери использовалась  во всех трёх матчах, сыгранных Италией на первом этапе, она забил в общей сложности четыре гола и сделал хет-трик в единственном матче, выигранном скуадрой адзуррой у  македонок.